# Кимлика, Уилл
Уилл Кимлика (англ. Will Kymlicka) — канадский политический философ, автор теории американского мультикультурализма и мультикультурного гражданства. Редактор ежеквартального электронного бюллетеня «Гражданство, демократия и этнокультурное многообразие», распространяемого на форуме королевы по философии и общественной политике. В настоящее время профессор Королевского университета в Кингстоне и заведующий кафедрой политической философии.

## Биография
Уилл Кимлика получил свою докторскую степень по философии и по политическим исследованиям в Королевском университете в 1984 году. Работал в Оксфордском университете с 1987 году, под руководством Г. А. Коэн. У.Кимлика написал много статей по вопросам мультикультурализма и политической философии, а некоторые из его книг были переведены на другие языки. Кимлика преподавал в различных университетах в Канаде и за рубежом, а также работал в качестве советника Правительства Канады.

## Образование
1984, июнь — Бакалавр искусств (Первого класса) по Политологии и Философии, Королевский Университет.
1986, июнь — Бакалавр Философии (С отличием) по Философии, Оксфордский Университет.
1987, август — Доктор Философии по Философии, Оксфордский Университет.

## Карьера
1986-87 — лектор, отделение Философии, Королевский Университет.
1987-88 — лектор, отделение Философии, Принстонский Университет.
1988-89 — лектор, отделение Философии, Торонтский Университет.
1989-90 — доцент, отделение Философии, Тороныфвфаыфафыафтский Университет.
1990-91 — старший аналитик политики, Королевская комиссия Новых Репродуктивных Технологий.
1991-93 — приглашённый специалист, отделение Философии, Оттавский Университет.
1994-98 — приглашённый специалист, отделение Философии, Карлтонский Университет.
1994-98 — руководитель научно-исследовательских работ, канадский центр Философии и государственной политики, Оттавский Университет.
1996 — внештатный научный сотрудник, Европейский Форум, европейский университетский институт (Январь-июнь.
1997 — приглашённый специалист, отделение политологии, Институт передовых исследований, Вена (Январь).
1998/2003 — приглашённый специалист, отделение политологии, Университэт Помпео Фэбра (исп. Universitat Pompeau Fabra), Барселона (июнь 1998) (апрель 2003).
1998—2003 — королевский национальный учёный, отделение Философии, Королевский Университет.
В настоящее время: временный приглашённый специалист, программа исследования национализма, Центрально-Европейский Университет , Будапешт (с 1998).
В настоящее время: заведующий кафедрой политической философии, отделение Философии, Королевский Университет (с 2003).
Почётный доктор Копенгагенского университета (2013).

## Научная деятельность
Уилл Кимлика является одним из ведущих продолжателей идей Джона Роулза. Он — автор известнейшей в Америке и Западной Европе теории американского мультикультурализма и мультикультурного гражданства. Он считает, что в настоящее время в Америке, в условиях развития разнообразия в области национального представительства, расовой принадлежности, сексуальных предпочтений, образовательных различий, политических ориентаций и религиозных идентификаций, именно утверждение принципов либерализма, в том числе, и в роулзовской интерпретации, является залогом стабильности и процветания американского общества.
У.Кимлика в своей работе «Либеральное равенство» утверждает, что Роулз связывает идею справедливости с равной долей общественных благ, но он вносит и важное дополнение. Оно состоит в следующем суждении: мы относимся к людям как к равным, если устраняем не все неравенства, а только те, которые причиняют кому-либо ущерб. Если некоторые неравенства приносят всем пользу, способствуя развитию общественно-полезных талантов и видов деятельности, то каждый считает эти неравенства приемлемыми для себя. У.Кимлика полагает, что неравенства допустимы, если они улучшают мою, равную с другими, долю, но они недопустимы, если посягают на долю, которая «полагается мне по справедливости» (см.: Уилл Кимлика. Либеральное равенство. С. 144—148).
У.Кимлика вслед за Роулзом уделяет особое внимание защите так называемых «основных свобод», которые понимаются как обычные гражданские политические права, признаваемые в либеральных демократиях, а именно: право голосовать, право баллотироваться на какую-либо должность в государстве, право на законный суд, свободу слова, право на передвижение. Возникает вопрос, почему многие люди в американском обществе считают идеологию равных возможностей справедливой? Ответ на этот вопрос для У.Кимлики очевиден: потому, что эта идеология гарантирует, что судьбы людей определяются не обстоятельствами, а принимаемыми людьми решениями.
«Если в обществе признается равенство возможностей, то мой успех или неудача в достижении какой-либо цели будут зависеть от моего поведения, а не от моей расовой, классовой или половой. Следовательно, по принадлежности Кимлике, любой успех является заслуженным, а не дарованным сверху» (см.: Уилл Кимлика. Либеральное равенство. С. 145).
Центральная идея теории мультикультурного гражданства У.Кимлики состоит в следующем: наличие у индивидов неравных долей социальных благ считается справедливым, если индивиды заслужили эти неравенства, то есть если эти неравенства являются результатом выбора и индивидуальных действий. Неравенство в природных способностях и социальном положении являются незаслуженными — вывод, вытекающий из концепции У.Кимлика, справедливо полагает, что нашей заслуги в том, что мы принадлежим к какой-либо расе, полу, классу, обладаем от рождения физическими особенностями или нет.
Кимлика обращается к анализу классических либеральных принципов и находит в их содержании следующее. Классические либеральные принципы наиболее симпатизируют требованиям «внешней защиты», которая уменьшает незащищенность меньшинства перед решениями большинства в обществе. Также классическая либеральная справедливость не может принять таких прав, которые позволили бы одной группе эксплуатировать или притеснять другие группы, как, например, апартеид. Внешняя защита легитимная, только если она поддерживает равенство между группами, признавая отсутствие преимуществ или незащищенности, которыми обладает конкретная группа. Короче говоря, классические либеральные взгляды выдвигают требования наличия свободы внутри меньшинства и равенства между большинством и меньшинством.
Далее Кимлика в обсуждении проблемы политического равенства в мультикультурном обществе углубляет и заостряет проблему значимости и статуса прав меньшинств. Он считает, что национальные меньшинства имеют право полагать себя культурно-дистинктивными сообществами только при условии, что они сами руководствуются либеральными принципами. На взгляд Кимлики, либерализм и терпимость и исторически, и концептуально неразрывны. Более того, развитие религиозной терпимости и явилось одним из исторических корней либерализма.
Логика рассуждений У.Кимлики с неизбежностью приводит его к обсуждению проблемы возможности/невозможности навязывания либерализма посредством силы (оружия, насилия). Здесь уместно вспомнить, что многие представители либерализма, включая, например, Джона Стюарта Милля, считали, что либеральные государства обладают правом колонизации зарубежных стран для обучения последних принципам либерализма. Тема, поднятая У.Кимликой, как мы можем оценить сейчас, является исключительно злободневной, особенно, принимая во внимание тенденции развития внешней политики США по отношению к ряду государств, включая бывшую Югославию и современный Ирак.
У.Кимлика — за утверждение либеральных ценностей посредством образования, убеждения и финансовой поддержки. Ни за пределами государства, ни внутри государства невозможно развитие либерализма посредством насилия. Отношение между национальными меньшинствами и между государством должны определяться диалогом.
В своей работе «Мультикультурное гражданство» Кимлика обращает внимание на то, что М. Уолцер говорит о том, что политика должна быть отделена от национальности в такой же степени, в какой она отделена от религии. Но с ним Кимлика не согласен. Он думает, что государство не может отъединиться от этнических проблем и этничности в целом. Он признаёт, что требования ряда этнических и религиозных групп на предоставление публичной финансовой поддержки ряда культурных мероприятий являются справедливыми. Имеет он в виду поддержки этнических ассоциаций, журналов, фестивалей, того, что работает на поддержку и утверждение богатства и разнообразия культурных ресурсов. Это, на его взгляд, повышает стабильность в обществе и устраняет неравенство между этническими и религиозными группами. Без определённой финансовой поддержки государства многие национальные меньшинства могут просто исчезнуть, потерять свою культурную идентичность. Кимлика выступает за культурный рынок. Вместе с тем Уилл Кимлика справедливо поднимает вопросы следующего характера:
1. Аргумент о необходимости поддерживания разнообразия в социокультурном пространстве не может объяснить, почему государство (общество) должно поддерживать какое-то особое культурное разнообразие или этнокультурное своеобразие.
2. Следует ли изучать какие-либо языки иммигрантов, наряду с общегосударственным языком?
3. Наконец, проблема гражданства. Известно, что не каждый человек, желающий гражданином, может им стать. Реальность показывает, что миллионы людей пытаются получить гражданство, но им в этом отказывают в самых крупных либеральных демократиях. Проблема в том, что либеральные теоретики всегда начинают говорить о моральном равенстве личности, но заканчивают разговорами о равенстве граждан, не замечая подмену понятий. Потому-то и происходит ограничение института гражданства, что выражается в предоставлении прав гражданина не всем представителям конкретной группы, а только тем, кто это право «заслужил».

## Критика
Либеральные критики, которые гласят, что коллективные права являются проблематичными, поскольку они часто принадлежат людям просто как носителям самобытности групп, а не автономными социальными агентами, критикуют Кимлику по неразделению меньшинств на основные группы. Актуальная проблема меньшинств и каким образом они должны рассматриваться в либеральных демократиях является гораздо более сложной. Существует различие между хорошей группой прав, плохой группой и группой недопустимых прав:
1. Плохая группа прав (внутренние ограничения) — правила, введенные в группу, после того как сформированы внутригрупповые отношения. Наиболее часто принимает данные правила группа, ограничивающая свободу индивидуальных членов во имя солидарности. Члены группы пытаются защитить себя от женского движения на том основании, что они угрожают социальной и традиционной роли коренного населения. Внутренние ограничения могут быть использованы для отстаивания позиции насилия, доминирующей над абсолютистской системой. В законном порядке внутренние ограничения, таким образом, несовершенны и почти всегда несправедливы. Зачастую они идут против либеральных идей.
2. Хорошая группа прав (внешняя защита) привлекает межгрупповые отношения. Коренные члены группы нуждаются в защите, с точки зрения их тождества граждан путём ограничения уязвимости этой группы при решениях внешних группы или общества. Следовательно, они должны иметь право на своё собственное налогообложение, здравоохранение, образование и управление.

## Публикации
- «Иммиграция, мультикультурализм, и государство всеобщего благосостояния» (Этика по международным делам, Том 20,3 Осень 2006)
- «Политики на местном языке: национализм, мультикультурализм, гражданство» (Oxford: Oxford University Press, 2001)
- «Найти наш путь: переосмысление этнокультурных отношений в Канаде» (Oxford: Oxford University Press, 1998)
- «Многокультурное гражданство: либеральная теория прав меньшинств» (Oxford: Oxford University Press, 1995)
- Contemporary Political Philosophy: An Introduction. — Oxford: Oxford University Press, 1990/2001.
- «Либерализм, общество и культура» (Oxford: Oxford University Press, 1989/1991)

### На русском языке
- Современная политическая философия: введение / Пер. с англ. С. Моисеева. — М.: Изд. дом Гос. ун-та — Высшей школы экономики, 2010. — 592 с. — (Политическая теория). — ISBN 978-5-7598-0715-5